# Visjovgrad
Visjovgrad (bulgariska: Вишовград) är ett distrikt i Bulgarien.   Det ligger i kommunen Obsjtina Pavlikeni och regionen Veliko Tărnovo, i den centrala delen av landet, 170 km öster om huvudstaden Sofia.

## Galleri

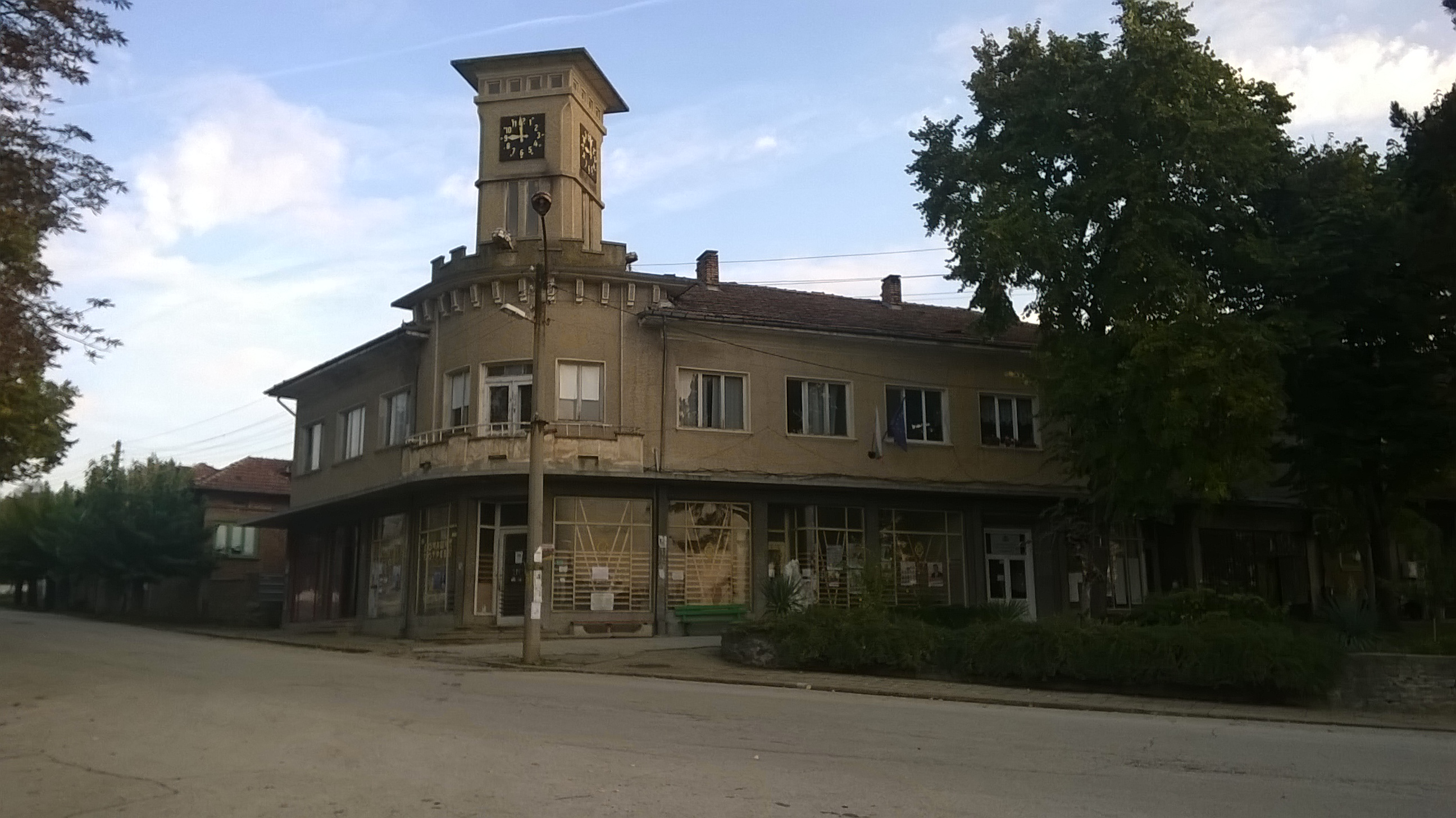
Stadshuset
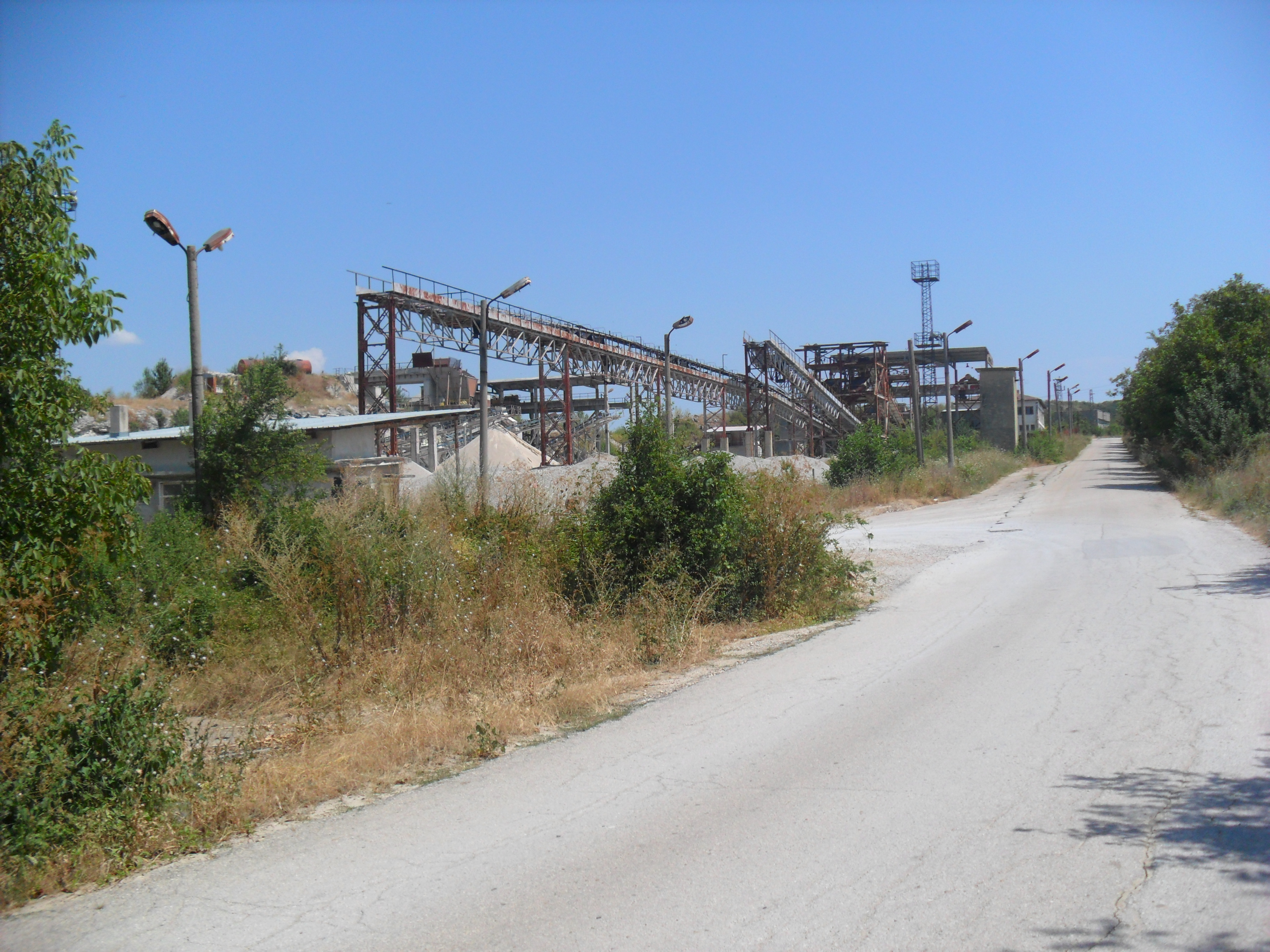
Stenbrottet
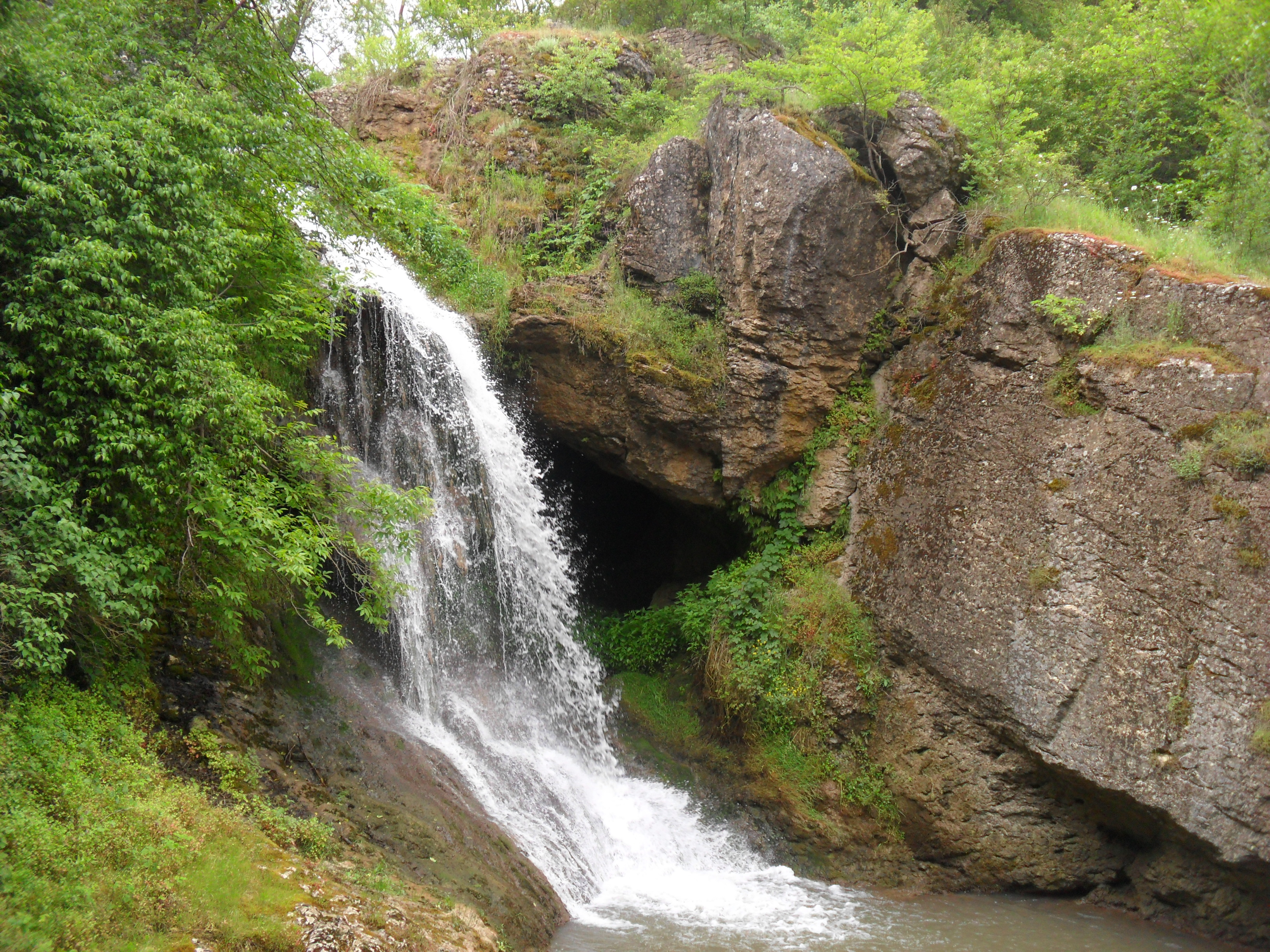
Vattenfallet Zarapovo
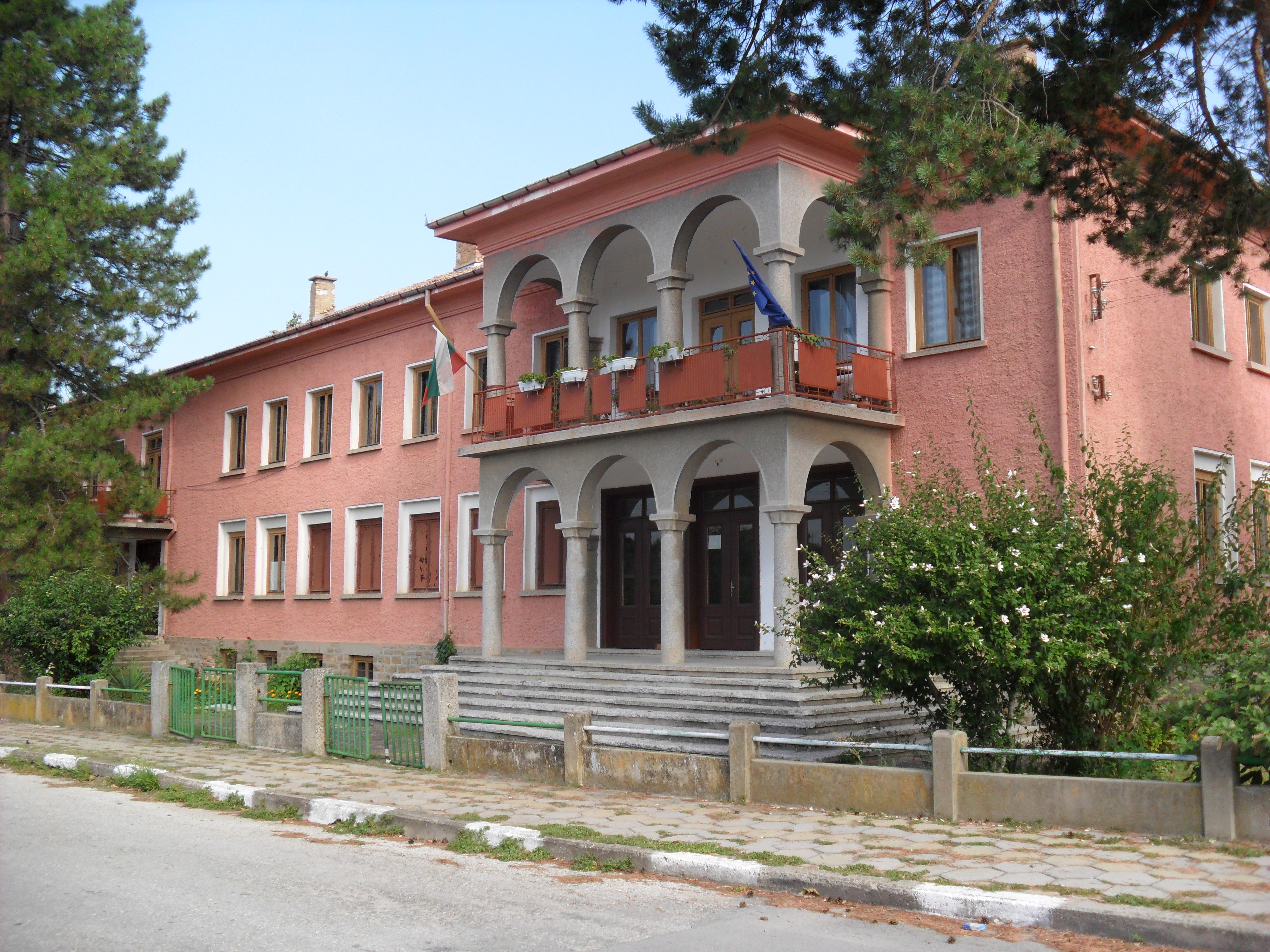
Allaktivitetshuset "Radi Fichev"
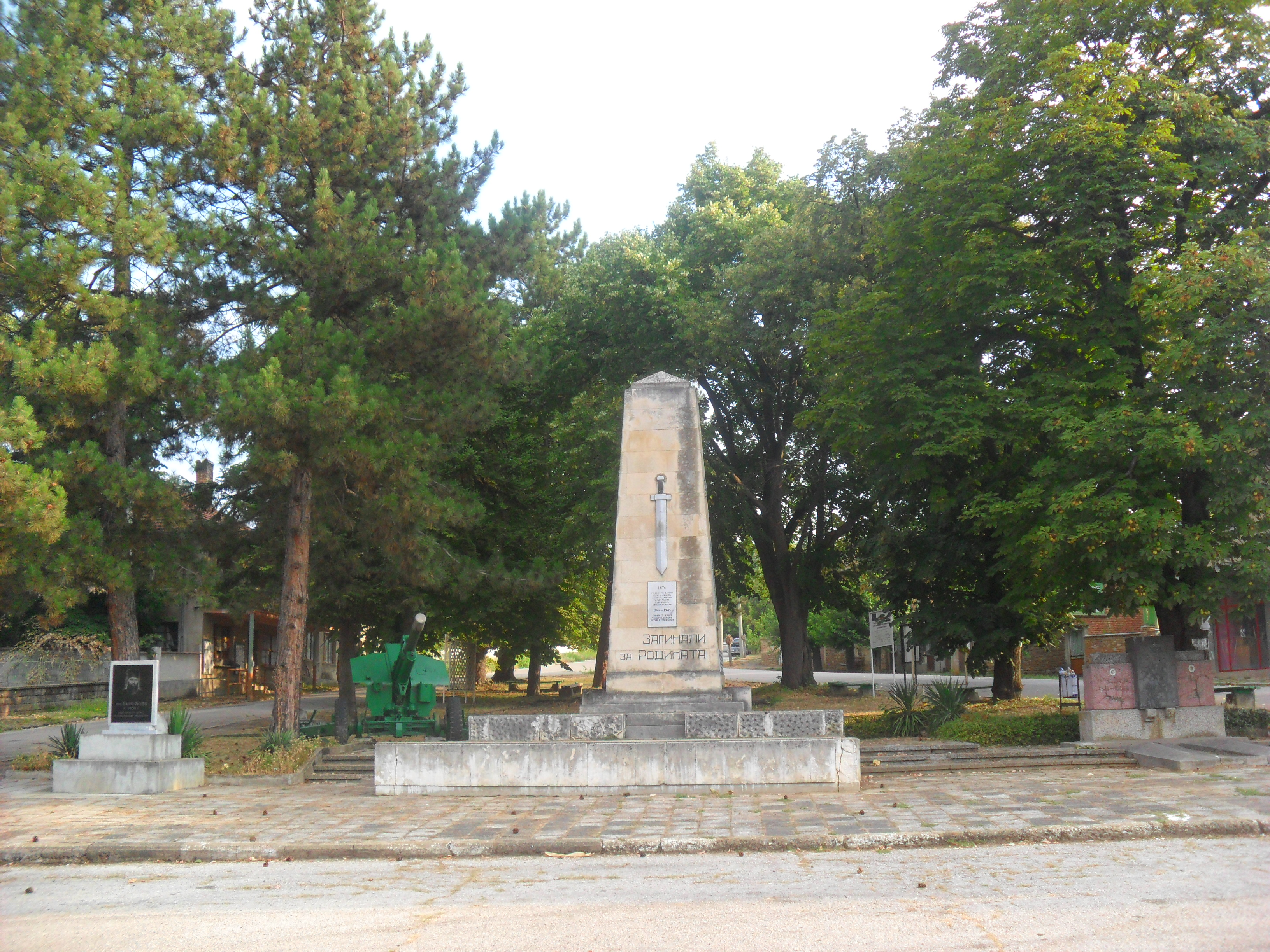
Monumentet över dem som dog för Bulgarien
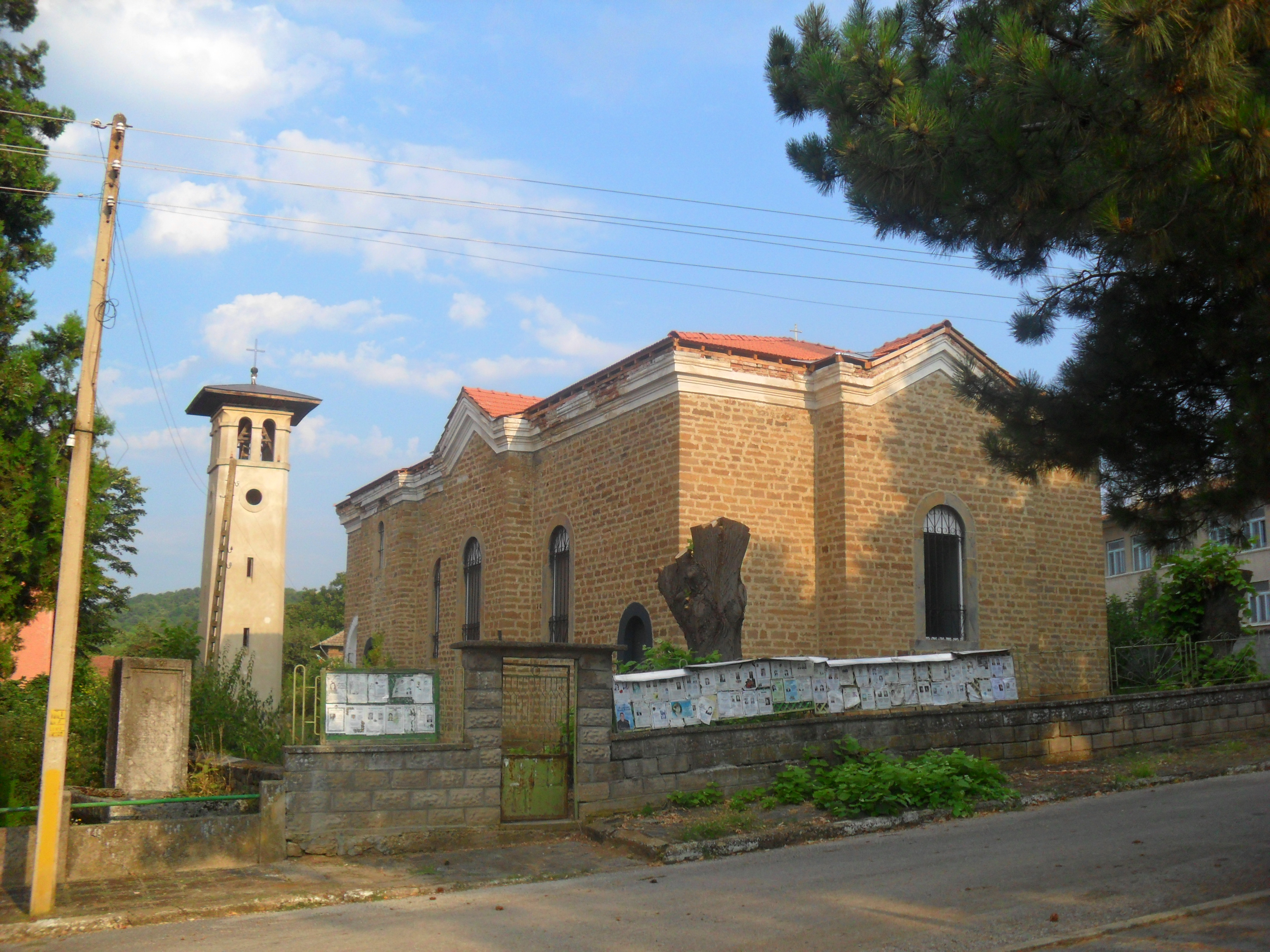
Sankt Elias ortodoxa kyrka